# Bote der Urschweiz
Der Bote der Urschweiz, kurz auch Bote, ist eine in Schwyz erscheinende Regionalzeitung für die Bezirke Schwyz, Gersau und Küssnacht.
Mit einer WEMF-beglaubigten Auflage im Jahr 2023 von 13'900 verkauften bzw. 17'009 verbreiteten Exemplaren und einer Reichweite von 40'000 (Vj. 40'000) Lesern (WEMF MACH Basic 2018-II) ist der Bote der Urschweiz die grösste Zeitung im Kanton Schwyz. Wöchentlich wird eine Grossauflage mit 30'884 (Vj. 30'732) Exemplaren verteilt.

## Geschichte
Gegründet wurde die Zeitung 1858 von den Brüdern Dominik und Melchior Triner als Wochenzeitung der Urschweiz. Rund ein halbes Jahr später erschien sie zweimal wöchentlich als Der Bote aus der Urschweiz, seit 1863 heisst sie Bote der Urschweiz. Die Zeitung verstand sich zunächst als Unterhaltungs- und Anzeigenblatt, später als eigentliche Forumszeitung. Die politische Ausrichtung war während langem liberal, es bestanden aber keine finanziellen Verflechtungen zwischen Partei und Zeitung. 1876 erhielt der Bote Konkurrenz durch die konservative Schwyzer Zeitung.
Zwischen 1979 und 1994 erschien der Bote dreimal wöchentlich (Montag, Mittwoch und Freitag), seither ist er eine Tageszeitung. Von 1997 bis 2013 bestand eine Partnerschaft mit der Südostschweiz Mediengruppe, während Verlag und Redaktion eigenständig blieben.
Seit Januar 2014 zählt der Bote zum Zeitungsverbund der Luzerner Zeitung, wobei die jeweilige betriebliche Unabhängigkeit nicht eingeschränkt ist. Die Neue Schwyzer Zeitung, eine Regionalausgabe der Neuen Luzerner Zeitung, wurde Ende 2013 eingestellt und stattdessen die Kooperation mit dem Boten eingegangen, wobei sich beide Zeitungen alle aktuellen Zeitungsinhalte gegenseitig zur Veröffentlichung anbieten. Der Bote übernimmt seitdem insbesondere den überregionalen Redaktionsteil mit den Ressorts Ausland, Inland, Wirtschaft, Sport und Kultur sowie die nationalen Inserate von der Luzerner Zeitung. Zuvor war dieser Inhalt von der Südostschweiz Mediengruppe geliefert worden.
Die Zeitung wurde bis Ende 2024 in der eigenen Druckerei in Seewen gedruckt. Seitdem druckt die CH Media Print AG die Zeitung.